# Санфорд (лунный кратер)
Кратер Санфорд (лат. Sanford) — крупный древний ударный кратер в северном полушарии обратной стороны Луны. Название присвоено в честь американского астронома Роско Фрэнка Сэнфорда (1883—1958) и утверждено Международным астрономическим союзом в 1970 г. Образование кратера относится к нектарскому периоду.

## Описание кратера
Ближайшими соседями кратера являются кратер Клют на  севере-северо-западе; кратер Тейсерен-де-Бор на востоке; кратер Бронк на юго-востоке и кратер Джоуль на юго-западе. Селенографические координаты центра кратера 32°23′ с. ш. 139°13′ з. д. / 32,38° с. ш. 139,21° з. д., диаметр 55,1 км, глубина 2,4 км.
Кратер Санфорд имеет близкую к циркулярной форму и значительно разрушен за длительное время своего существования. Вал сглажен, восточная часть вала отмечена парой маленьких кратеров, к северо-западной части вала примыкают сателлитные кратеры Санфорд W и Санфорд Y. Внутренний склон гладкий, в юго-восточной части отмечен маленьким кратером. Высота вала над окружающей местностью достигает 1170 м, объем кратера составляет приблизительно 2500 км³. Дно чаши ровное, у подножия западной части внутреннего склона находятся остатки небольшого кратера.

## Сателлитные кратеры
| Санфорд | Координаты                                              | Диаметр, км |
| ------- | ------------------------------------------------------- | ----------- |
| C       | 33°52′ с. ш. 137°23′ з. д. / 33,87° с. ш. 137,38° з. д. | 18,5        |
| T       | 32°26′ с. ш. 143°42′ з. д. / 32,43° с. ш. 143,7° з. д.  | 42,5        |
| W       | 33°26′ с. ш. 140°36′ з. д. / 33,43° с. ш. 140,6° з. д.  | 38,2        |
| Y       | 33°31′ с. ш. 139°38′ з. д. / 33,52° с. ш. 139,64° з. д. | 21,2        |